# The Taste of Tea
Pour plus de détails, voir Fiche technique et Distribution.
The Taste of Tea (茶の味, Cha no aji) est un film japonais réalisé par Katsuhito Ishii, sorti en 2004. Le film a été présenté en compétition officielle au Festival de Cannes de la même année.

## Synopsis
Le film relate le destin de la famille Haruno, qui vit dans un village de montagne de la préfecture de Tochigi près de Tokyo. Hajime, lycéen timide, se remet doucement d'une rupture imaginaire jusqu'à ce qu'il retombe amoureux d'une camarade de classe fraîchement arrivée de la grande ville. Pour elle, il va devenir un as du jeu de go.
La mère, Yoshiko, décide de reprendre le dessin d'animation sous l'œil inquiet de la famille, après avoir arrêté un long moment pour s'occuper de ses enfants. Son mari, Nobuo, pratique l'hypnose thérapeutique même en famille, au grand plaisir de l'oncle Ayano le frère de Yoshiko. Celui-ci fait plusieurs rencontres au cours de cette période passée dans son village natal. Il accepte à contre-cœur de quitter ses souvenirs et ses rencontres pour enregistrer le disque d'anniversaire de son oncle excentrique dessinateur de manga. 
La petite Sachiko, huit ans, voudrait faire disparaître son double géant qui semble la surveiller derrière son dos, et à cette fin elle va essayer de faire un tour sur une barre fixe, technique qui avait réussi à son oncle. Le grand-père excentrique et magicien du mouvement, ancien dessinateur de manga, amuse tout le monde et soutient sa belle-fille dans sa tentative de retour.

## Fiche technique
- Titre : The Taste of Tea
- Titre original : 茶の味 (Cha no aji?)
- Réalisation : Katsuhito Ishii
- Scénario : Katsuhito Ishii
- Production : Kazuto Takida, Kazutoshi Wadakura (en) et Hilo Iizumi
- Musique : Tempo Little
- Photographie : Kosuke Matushima
- Montage : Katsuhito Ishii
- Décors : Yuji Tsuzuki
- Pays de production :  Japon
- Langue originale : japonais
- Format : couleur - 1,66:1 - Dolby Surround - 35 mm
- Genre : comédie dramatique
- Durée : 143 minutes[1]
- Dates de sortie :
  - France : 13 mai 2004 (Festival de Cannes), 7 novembre 2004 (Festival Asiexpo à Lyon), 20 avril 2005 (sortie nationale)
  - Japon : 17 juillet 2004[1]
  - Belgique : 17 août 2005

## Distribution
- Anna Tsuchiya : Aoi Suzuishi
- Maya Banno : Sachiko Haruno (la fille)
- Takahiro Satō : Hajime Haruno (le fils)
- Tadanobu Asano : Ayano Haruno (l'oncle)
- Satomi Tezuka : Yoshiko Haruno (la mère)
- Tomokazu Miura (en) : Nobuo Haruno (le père)
- Tatsuya Gashuin : Akira Todoroki (le grand-père)
- Tomoko Nakajima : Akira Terako
- Ikki Todoroki : lui-même
- Kirin Kin : la grand-mère
- Hideaki Anno : Kasugabe
- Emi Wakui (en) : la narratrice
- Ryō Kase : Rokutaro Hamadayama
- Rinko Kikuchi : Yuriko Kikuchi
- Ken'ichi Matsuyama : Matsuken (l'homme au T-shirt rouge)
- Kenji Mizuhashi : Maki Hoshino

## Récompenses
- Prix du public et prix du meilleur film étranger lors du Festival du film Entrevues 2004
- Orient Express Award (mention spéciale) lors du Festival international du film de Catalogne 2004
- Prix de la jeunesse lors du Festival international du film fantastique de Neuchâtel 2004[2]
- Prix du meilleur film lors du Festival international du film d'Hawaii 2004
- Prix de la meilleure actrice débutante (Anna Tsuchiya) lors des Hōchi Film Awards 2004
- Prix de la meilleure actrice débutante (Anna Tsuchiya) lors des Kinema Junpō Awards 2005
- Prix de la meilleure actrice débutante (Anna Tsuchiya) lors du Mainichi Film Concours 2005[3]
- Prix du meilleur film au Festival international du film fantastique, de science-fiction et thriller de Bruxelles - BIFFF (section 7e Parallèle) 2005
- Prix de la meilleure photographie (Kosuke Matushima) lors du festival FanTasia 2005